# Colpo
Colpo (bretonisch Kolpoù) ist eine französische Gemeinde mit 2.258 Einwohnern (Stand 1. Januar 2022) im Département Morbihan in der Region Bretagne.

## Geografie
Colpo liegt rund 20 Kilometer nördlich von Vannes im Zentrum des Départements Morbihan. Nachbargemeinden sind Bignan im Norden, Saint-Jean-Brévelay im Osten, Locqueltas im Südosten, Locmaria-Grand-Champ im Süden, Grand-Champ im Südwesten und Westen sowie Moustoir-Ac im Westen und Nordwesten.

## Geschichte
Über die Frühgeschichte der Gemeinde gibt es kaum Belege. Es gibt Überreste aus prähistorischer und gallo-römischer Zeit. Diese wurden im Ort Alt-Colpo gefunden, der ein wenig nördlich des heutigen Colpo liegt. Erste namentliche Erwähnung findet der Ort erst 1440 unter dem Namen Scolpou. Die Gemeinde war im Mittelalter Teil verschiedener Lehensherrschaften. Historisch gehört die Gemeinde zum Pays de Vannes (Bretonisch:Bro-Gwened). Nach der Französischen Revolution war sie Kampfgebiet zwischen Republikanischen Truppen und den Chouans. Politisch wurde Colpo erst 1864 eine eigenständige Gemeinde durch Abtretung von Gebiet der Gemeinden Bignan, Grand-Champ und Saint-Jean-Brévelay. Von da an gehörte Colpo zum Arrondissement Vannes und zum Kanton Grand-Champ (auch Grandchamp).

## Bevölkerungsentwicklung
Die Einwohnerzahl wuchs zwischen 1866 und 1876 stark (1866–1876: +32 %). Nach einem fast ebenso starken Rückgang in den darauf folgenden Jahren setzte eine leichte Wachstumsphase ein, die bis zum Beginn des Ersten Weltkriegs andauerte. Ab 1921 verblieb die Zahl der Einwohner jahrzehntelang stets bei rund 1200 Personen. Seit 1975 wächst die Einwohnerschaft wieder.
| Jahr      | 1962 | 1968 | 1975 | 1982 | 1990 | 1999 | 2006 | 2012 | 2019 |
| Einwohner | 1222 | 1231 | 1158 | 1378 | 1659 | 1809 | 2147 | 2258 | 2192 |

## Sehenswürdigkeiten
- Schloss Korn-er-Houët (19. Jahrhundert)
- Lirche Notre-Dame (Kirche aus dem Jahr 1864)
- Kapelle Saint-Méen aus dem 17.–19. Jahrhundert
- Kapelle Notre-Dame aus dem Jahr 1583 in Kerdroguen (Monument historique)
- Mairie (Gemeindeverwaltung), ursprünglich sowohl Gemeindeverwaltung wie Knabenschule (19. Jahrhundert)
- Mahnmal (Monument commémoratif) für 33 im Juli 1944 von der Wehrmacht hingerichteten Résistance-Kämpfer
- Ein liegender Menhir in Ty Nehué
- Mädchenschule (19. Jahrhundert)
- Herrenhaus von Quenhouët (13. Jahrhundert; mit Um- und Neubauten 17. und 18. Jahrhundert)
- Megalithische Fundstätte Min Goh Ru in Larcuste
- Pseudodolmen im Bois de Botségalo
- Allée couverte von Kerjagu
- Die gefasste Quelle in Kerdroguen

Quelle:

## Persönlichkeiten
- Marcel Jézo (1910–1961), Radrennfahrer